# Ernesto López Mindreau
Ernesto López Mindreau (Chiclayo, 1892 - Chiclayo, 1972) fue un compositor y pianista peruano. 

## Biografía
Ernesto López Mindreau nació en la ciudad costera de Chiclayo en 1892. A los siete años de edad realizó sus primeros estudios de música con su padre, Christian C. López. En 1910 continuó en Trujillo y finalmente en Lima, donde fue discípulo de los profesores de la Academia Nacional Federico Gerdes y José María Valle Riestra. En 1919 trabajó como profesor de piano en el Conservatorio de Panamá y fundó una academia de música en Balboa. Estudió en Nueva York con Serguéi Rajmáninov y Zygmunt Stojowski. Viajó a Berlín becado por el gobierno peruano para estudiar piano en la Hochschule für Musik con Xavier Scharwenka y composición y orquestación con Hugo Leichtentritt. Allí debutó en abril de 1921 como pianista en la Blüthner Saal.
Regresó a Perú donde estrenó su Fantasía para piano y orquesta, y viajó a París donde estudió con el profesor Guerin (violín) y Mlle. Chardin (canto). Allí efectuó presentaciones en la Sala Gaveau y el 5 de julio de 1926 en los salones de la Association Paris-Amérique Latine, donde presentó fragmentos de su ópera Nueva Castilla con críticas favorables. En 1928 regresó definitivamente a Lima.
En 1930 fue premiado por su obertura Choquehuanca, en 1931 obtuvo una mención del Ministerio de Relaciones Exteriores de Venezuela, en 1951 y en 1966 el Premio de Fomento a la Cultura Luis Duncker Lavalle, y en 1961 las Palmas Magisteriales en el grado de Comendador por disposición del Ministerio de Educación.
Su carrera como compositor se vio temporalmente limitada, debido a su actividad docente como director de la Escuela Regional de Música de Piura y a su activa participación en coros escolares y bandas militares en su ciudad natal, con notoria repercusión social como lo atestiguan generaciones de músicos.
Su música se ha vinculado a los movimientos del modernismo y del nacionalismo, propios de finales del siglo XIX y la primera mitad del siglo XX, posee también la influencia de la música andina así como de la música popular de su tierra natal, en la costa norte del Perú, con ritmos y melodías que alcanzan un nivel académico muy importante. Un ejemplo típico de su trabajo musical es la célebre pieza Marinera y Tondero, melodía ya clásica en los repertorios de muchas orquestas sinfónicas en el Perú y en el mundo.
Falleció en 1972. La Escuela Superior de Formación Artística Pública de la ciudad de Chiclayo lleva su nombre.

## Logros
Obtuvo en 1961 las Palmas Magisteriales en el grado de Comendador y en 1966 el Premio de Fomento a la Cultura Luis Duncker Lavalle ,Se hizo acreedor a los primeros premios de Música Vernácula, los años 1928, 1930 y 1933